# گروه آویا سلوشنز
گروه آویا سلوشنز (انگلیسی: Avia Solutions Group) شرکت هوانوردی قبرسی است، که در سال ۲۰۱۰ تأسیس شد.